# JJスコーカーズ
『JJスコーカーズ』（ジェイ・ジェイ スクオーカーズ、英: J.J. Squawkers）は、アテナが開発し、エイブルコーポレーションが1993年12月に発売した業務用ビデオゲーム。メルヘンタッチな世界を舞台に2匹の色鮮やかなカラスを操作して敵をやっつけていく、2人同時プレイが可能な横スクロールのアクションシューティングゲームである。

## ゲーム内容
2匹のカラスを操作して、ショットで敵を倒していく横スクロールのアクションシューティングゲーム。全5ステージ構成となっている。
プレイヤーは、4方向レバーとジャンプとショットの2つのボタンを使ってカラスを操作する。カラスのショットはレバーと組み合わせることで進行方向を変えることができる。道中には8種類以上のパワーアップアイテムが存在し、ショットを強化できる。
2人同時プレイが可能で、途中参加もできる。